# Darko Brljak
Darko Brljak, slovenski nogometaš, * 23. december 1984, Ljubljana.
Brljak je nekdanji slovenski profesionalni nogometaš, ki je igral na položaju vratarja. V svoji karieri je branil za slovenske klube Dob, Domžale, Gorica, Radomlje in ob koncu kariere Olimpija, ob tem pa še za madžarski Eger in poljsko Floto Świnoujście. Skupno je v prvi slovenski ligi odigral 84 tekem, z Olimpijo je osvojil dva naslova državnega prvaka in en SuperPokal. 